# ダマスカス包囲戦 (1400年)
ダマスカス包囲戦とは、1400年から1401年にかけて、ティムール朝とマムルーク朝の間に起きたダマスカスでの戦闘である。

## 背景
1399年からティムールは敵対する西方の諸勢力の打倒を試み（七年戦役）、1399年から1401年にかけてアナトリア半島のオスマン帝国とマムルーク朝の連携を絶つため、マムルーク朝が支配するシリアに侵入した。1400年11月にティムールの軍隊はアレッポを陥落させ、アレッポ市内では市民の虐殺、財貨や武器の略奪が行われた。アレッポを攻略したティムールはダマスカスに進軍し、進軍中にバールベック、ハマー、ホムスの降伏を受け入れる。
アレッポ陥落の報告を受け取ったマムルーク朝のスルターン・ナースィル・ファラジュは救援の部隊を率いてダマスカスに向かい、救援隊に従軍していた法官の中には歴史家のイブン・ハルドゥーンも含まれていた。ファラジュがダマスカスに向かう間、トリポリの兵士たちがアレッポを奪回し、トリポリの攻撃に向かったティムールの分遣隊は市民の抵抗にあって敗退した。

## 戦闘
1400年12月23日にファラジュの軍隊はダマスカスに入城し、郊外に天幕が設営された。アレッポの惨状が伝わったダマスカスでは降伏を主張する意見が多かったが、武装されたファラジュの援軍が到着すると抗戦に傾いた。ティムール軍の先遣隊とマムルーク軍の小競り合いの後、1401年1月1日にティムールの本隊がダマスカスに到着し、カタナー台地に布陣してファラジュの軍隊と対峙した。ティムールはファラジュに降伏を勧める書簡を送るが挑発的な返答で拒絶され、協議のためにティムールの陣営に派遣された使者が暗殺の密命を帯びていることが発覚すると、アレッポ攻略の際にティムール軍の捕虜となった将校が処刑された。
数度の交戦によってマムルーク軍は多大な損害を受け、ティムールの軍からも投降者が出るなど双方が痛手を負った。ティムールの親族であるスルタン・フサインがファラジュに投降し、ティムールはフサインと捕虜となった士官の引き渡しを要求し、降伏と引き換えに住民と守備兵の安全を保障する提案を持ちかけた。ファラジュはフサインの返還とティムールへの臣従を誓い、両軍の間に一時的に休戦が成立した。ティムールの軍がダマスカスの西側から北東に移動すると、ダマスカス市内から騎馬隊と市民が出撃し、ティムール軍を背後から攻撃した。ティムールの命令でラッパが鳴らされ、戦旗が掲げられると退却していた軍隊は集結して反撃に転じ、マムルーク軍と市民は撃退され、フサインはティムール軍に捕らえられ懲罰を受けた。
自軍が有利な戦況にもかかわらず、ティムールは休戦を呼びかける使者を何度も送り、ティムールの意図を図りかねるマムルーク軍は返答を引き延ばしていた。1月6日にファラジュの元に首都のカイロでクーデターが計画されている情報がもたらされ、軍内で激しい議論が交わされた後、翌朝にファラジュ、親衛隊、主だった部将やカリフは陣営を抜け出してエジプトに帰還した。
夜が明けてファラジュの逃亡を知ったダマスカスの市民は混乱し、市民の中にはティムールの軍隊に抗戦する者もおり、小競り合いが終わった後にティムールの使者がダマスカスに残った人間に和平を提案した。ダマスカス市内は和平と交戦で分かれたが、ティムールに謁見したダマスカスの大法官イブン・ムフリフはティムールの態度に感服し、ティムールを称えるムフリフの言葉に市内の戦意は削がれていった。翌1月8日の朝、ティムールの使者は食料、飲料、衣服、軍馬など9の物資を要求し、それらの品物を用意したムフリフはダマスカスの有力者と共にティムールの陣営に向かった。ムフリフはダマスカス市民の生命の安全を保障する勅書と引き換えに100万ディナールの貢納金とダマスカスで一番小さい南門の開城を約束した。ダマスカスのウマイヤ・モスクでティムールの勅書が読み上げられ、和平の条件を知らされたダマスカス市民の中には反対を叫ぶ者もいたが、彼らは屈服させられ、1月10日にダマスカスの門が開かれた。和平に反対する市民が抗議の声を上げる中、ハルドゥーンは秘かにダマスカスを脱出し、ティムールに面会した。

## 戦後
ダマスカスの城壁の近くで条約の調印式が行われ、ティムール軍の将軍シャー・マリクがダマスカスの知事に任命され、治安の維持とわずかな守備兵が立て籠る市内の城塞（en）の攻略にあたった。城塞に立て籠もる守備兵の数は少なく、戦闘の経験も浅かったが、攻城兵器の砲撃に晒されながらも頑強に抵抗を続け、2月25日に降伏した。ムフリフは100万ディナールの貢納金を差し出したが、ティムールはさらに多額の金銭を要求し、貢納金の徴収が不可能になると配下の部将たちに担当の区域を割り当て、住民からあらゆるものを奪うように命令した。ダマスカスの市民たちはティムール軍の略奪に晒され、抵抗した人間には暴力が振るわれたが、徴収官以外の兵士はダマスカス市内への入城を禁じられ、規律を破って侵入した兵士は人々の見える場所に吊り下げられた。ダマスカスの宮殿に陣取ったティムールは、ペルシャ、シリアの学者と問答を交わし、町の優れた職人と学者を首都であるサマルカンドに送った。ティムールによって預言者ムハンマドの妻の記念碑が建てられ、ダマスカスの職工は敬意を表して縫い目のない絹と黄金の糸で作った長衣を贈呈した。
城塞が陥落した後、報償と抵抗した人間への見せしめを兼ねて、ティムール軍の兵士たちに3日間の自由な略奪が許された。膨大な数の物品が略奪され、兵士たちは運べない家具を火にくべて燃やしたが、風にあおられた火の勢いは強くなった、3月17日にダマスカスは大火に見舞われ、ウマイヤ・モスクなどの建物が被害を受けた。幼児や身体の衰えた老人を除くダマスカスの住民たちは市外に追いやられ、彼らもサマルカンドに移住させられた。サマルカンドに強制移住させられた住民の中には、幼少期の歴史家イブン・アラブシャーも含まれ、ティムールの出自や人となりを書き残している。ファラジュに同行していたイタリア人商人ベルトランド・ド・ミニャネッリは戦後にダマスカスの市民から聞いた破壊の惨状を書きまとめ、バイエルンの旅行家ヨハン・シルトベルガーはティムール軍の兵士が市民が逃げ込んだ「神殿」に火を放った事件を伝えている。
3月19日にティムールはダマスカスを発ち、エジプトに向かわず、バグダードに移動した。ダマスカスに残された住民は飢饉と病に苦しめられ、ダマスカスの人間にとってティムールは忌むべき名前となった。